# Papillifera solida
Papillifera solida is een slakkensoort uit de familie van de Clausiliidae. De wetenschappelijke naam van de soort werd voor het eerst geldig gepubliceerd in 1805 door Draparnaud.